# Championnats d'Europe d'aviron 1934
Navigation
Édition précédente Édition suivante
Les championnats d'Europe d'aviron 1934, trente-cinquième édition des championnats d'Europe d'aviron, ont lieu en 1934 à Lucerne, en Suisse.
Cette année-là, les français Hansotte et Frisch remportent la médaille d'argent en double scull (licenciés à la S.N. Marne), après leur succès de la précédente saison.
Le Deux avec barreur de L'Encouragement (Bouton et Batillat) finit également vice-champion d'Europe, ainsi que le Quatre avec barreur du Cercle de l'aviron de Nantes (frères Vandernotte, Camusat et Chauvigné). Saurin en skiff (S.N. de Lagny-sur-Marne) est lui-aussi deuxième, et Le Cuero, Devillier, Cotez et Lurand sont troisièmes en Quatre. 

## Podiums

### Hommes
| Épreuves             | Or | Argent | Bronze |
| -------------------- | --- | --- | --- |
| Skiff M1x            | Gustav Schäfer (GER) | Roger Verey (POL) | Vincent Saurin (FRA) |
| Deux de pointe M2-   | Autriche Anton Kopetzky Robert Kopetzky | Reich allemand Herbert Braun Hans-Georg Möllner                                                                                                   | Suisse Hans Niklaus Ernst Kopp |
| Deux de couple M2x   | Suisse Helmut von Bidder Hans Hottinger | France Georges Frisch Louis Hansotte | Danemark Mogens Hee Poul Hendriksen |
| Deux barré M2+       | Royaume de Hongrie Károly Győry Tibor Mamusich László Molnár (barreur)                                                                     | France Bernard Batillat Alphonse Bouton Claude Lowenstein (barreur)                                                                               | Pays-Bas H. van Schagen H. de Wiljes B.J.L. Beunders (barreur) |
| Quatre de pointe M4- | Reich allemand Rudolf Eckstein Anton Rom Martin Karl Wilhelm Menne                                                                         | Suisse Karl Schmid Alex Homberger Max Schuler Hermann Betschart                                                                                   | France Charles Luraud Jean Cottez Louis Devillié Émile Lecuirot |
| Quatre barré M4+     | Italie Valerio Perentin Francesco Chicco Nicolò Vittori Giovanni Delise Renato Petronio (barreur)                                          | France Marcel Chauvigné Jean Cosmat Marcel Vandernotte Fernand Vandernotte Noël Vandernotte (barreur)                                             | Royaume de Yougoslavie Slavko Alujevič Elko Mrduljaš P. Handrmann Ivo Fabris Marin Alujevič (barreur)                                                                              |
| Huit M8+             | Hongrie Gyula Görk Vilmos Éden Ferenc Jancsó Ákos Inotay Frigyes Pabsz Tibor Mamusich Károly Győry Alajos Szilassy László Molnár (barreur) | Danemark Willy Sørensen Knud Olsen Ove Zøllner Sigfred Sørensen Carl Berner Remond Larsen Emil Boje Jensen Poul Knudsen Harry Gregersen (barreur) | Italie Antonio Garzoni Provenzani Ito del Favore Carlo del Favore Guglielmo del Neri Lucillo Bobig Enzo Rampelli Gastone de Angelis Antonio Ghiardello Emilio Gerolimini (barreur) |